# Чейз (Британська Колумбія)
Чейз (англ. Chase) — селище у провінції Британська Колумбія, Канада. Розташоване в окрузі Томпсон-Нікола.

## Зовнішні посилання
- Village of Chase [Архівовано 2 квітня 2015 у Wayback Machine.]